# Micronoyau (Ciliés)
Pour les articles homonymes, voir Micronoyau.
Le micronoyau, ou micronucléus, est le plus petit des deux noyaux cellulaires chez les Ciliés tels que les paramécies. Il se scinde en deux parties par mitose au cours de la division cellulaire et fournit le noyau du gamète qui donne par fusion le noyau du zygote à partir duquel sont formés les macronoyau et micronoyau du cycle de fission suivant,.